# Ninety Nine
Ninety Nine (ナインティナイン), alias 99 ou Nainai (ナイナイ), est un populaire duo comique japonais manzai / owarai créé en 1990, composé du boke (comique) Takashi Okamura et du tsukkomi (sérieux) Hiroyuki Yabe.
Le duo anime notamment des émissions de télévision et de radio, dont les populaires Asayan de 1995 à 2002, Mecha-Mecha Iketeru! depuis 1996, et All Night Nippon les jeudis depuis 1994 (Ninety Nine no All Night Nippon).